# Uhłowe
Uhłowe (ukr. Углове, ros. Угловое, Ugłowoje) – wieś na Ukrainie, w Autonomicznej Republice Krymu (de iure stanowiącej integralną część państwa ukraińskiego, w 2014 anektowanej przez Rosję i odtąd funkcjonującej jako Republika Krymu), w rejonie bakczysarajskim. W 2021 liczyła 3408 mieszkańców.